# 中华民族解放先锋队胶东地方队部
中华民族解放先锋队胶东地方队部，1936年4月在山东烟台成立的中华民族解放先锋队的一个大队部，1937年抗日战争全面爆发后，因队员多参军或赴延安学习而结束活动。

## 历史
1936年4月，中华民族解放先锋队胶东地方队部在山东烟台成立，中国共产党党员马金生任大队长。该大队在成立后向北平中华民族解放先锋队总部进行备案，并与天津、青岛、上海等地“民先”组织取得联系。至1937年七七事变前，队员已发展到100余人，分东、西两部，下设若干小队。
七七事变后，队员响应中国共产党发出的“脱下长衫，到游击队去”的号召，大部分参加中共胶东特委组织的山东人民抗日救国军第三军，还有一部分赴延安学习或改为其他革命活动，大队结束活动。

## 主要活动
大队部成立后团结广大爱国青年，动员青年人开展抗日救亡活动，抨击国民党政府消极抗战的政策，声援西安事变，宣传中国共产党的抗日主张等。

## 成员
成立之初，当时在公安局任户籍警马金生被选举为大队长，创始成员还包括吕其惠、温建平、茹乃迤、曲承华、林江、林明、李丙令、马金生（马念荫）、孙德争、孙德运、孙盛渭、王锡泽、孙宝楠（华楠）、穆林、张次愚等烟台私立志孚中学和山东省立烟台中学的进步学生。孙德运后在马金生之后接任大队长。